# Onoto
Onoto é uma cidade venezuelana, capital do município de Juan Manuel Cajigal.